# Heodes delicata
Heodes delicata är en fjärilsart som beskrevs av Higgins 1930. Heodes delicata ingår i släktet Heodes och familjen juvelvingar. Inga underarter finns listade i Catalogue of Life.